# جون آدامز ويبستر
جون آدامز ويبستر (بالإنجليزية: John Adams Webster)‏ هو ضابط أمريكي، ولد في 19 سبتمبر 1789 في Broom's Bloom ‏ في الولايات المتحدة، وتوفي في 4 يوليو 1877 في Mount Adams (Bel Air, Maryland) ‏ في الولايات المتحدة.